# Hafner Rotabuggy

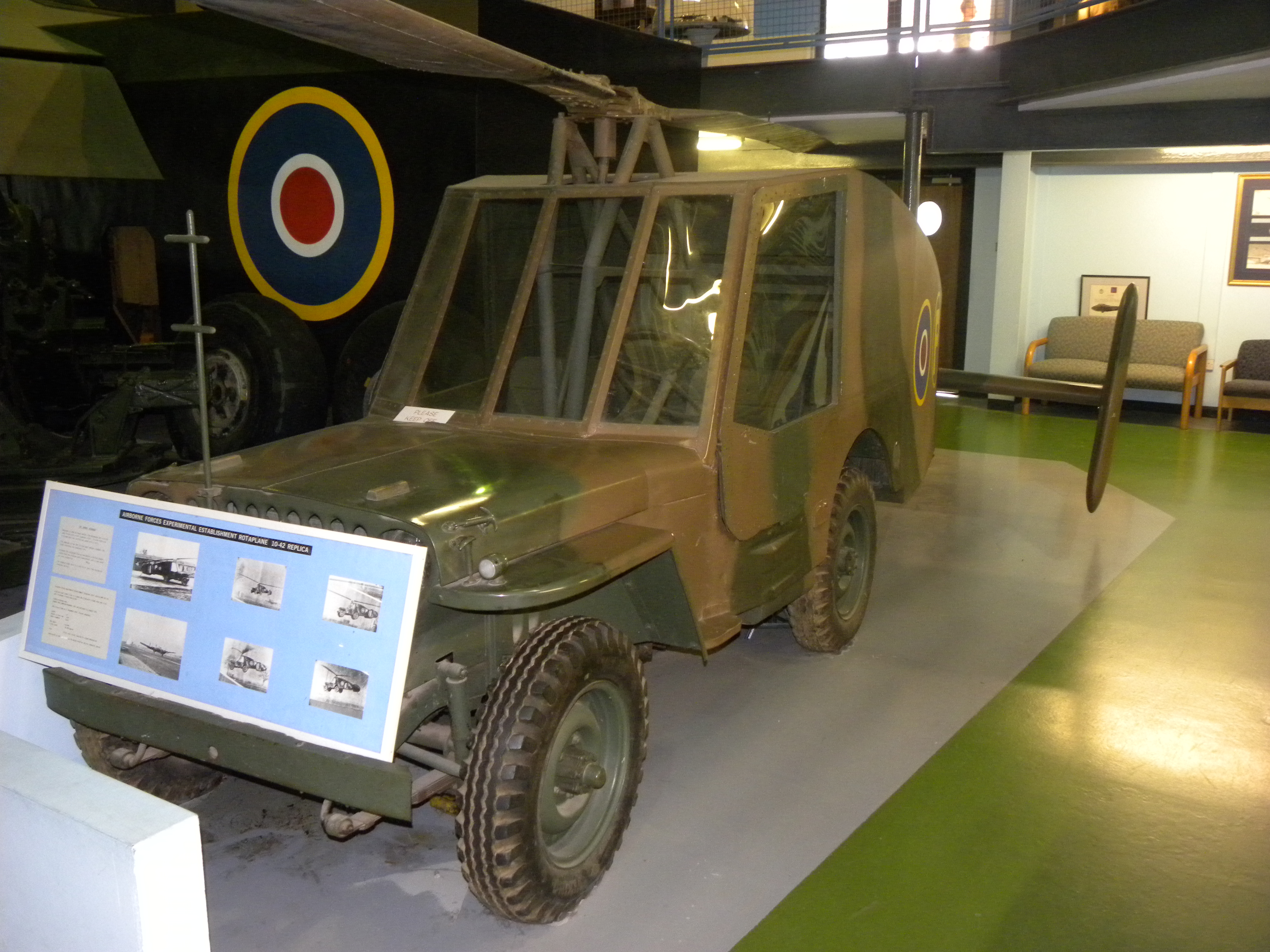
En replik av en Rotabuggy på Museum of Army Flying, 2013

Hafner Rotabuggy, också Malcolm Rotaplane eller M.L. 10/42 Flying Jeep, var ett brittiskt kombinationsflygplan, som i grunden var en Willys MB-jeep kombinerad med en rotordrake. Den utvecklades under andra världskriget i avsikt att tillverka terrängbilar som kunde släppas ned på marken från bogserande flygplan. 

## Utvecklingsarbete
Rotabuggy konstruerades av österrikaren Raoul Hafner på Airborne Forces Experimental Establishment, efter det att organisationen utvecklat Rotachute. Prototypen byggdes av R. Malcolm & Co. Ltd, senare ML Aviation i White Waltham 1942. 
Tidiga flygförsök visade att en Willys MB kunde släppas på 2,35 meters höjd utan skador på fordonet. En rotor med 12,4 meters diameter fästes på bilen, tillsammans med ett akterparti med stabilisator och fenor, men utan roder. Två personer behövdes för att sköta ekipaget, en för att flyga och en för att köra den sin markfordon. I början kallades den "Blitz Buggy", men döptes snart om till "Rotabuggy".
Det första flygförsöket gjordes i november 1943 med en Rotabuggy bogserad efter en Diamond T-lastbil, men lastbilen var för långsam för att få upp rotordraken i luften. Med en 4,5 liters Bentley personbil i slutet av november kom rotordraken upp i luften med en glidhastighet 72 km/tim. Senare tester utfördes med bogsering efter ett bombflygplan av typ Armstrong Whitworth Whitley.
Tidiga försök visade att Rotabuggy var benägen att vibrera kraftigt vid högre hastighet än 72 km/tim, men efter förbättringar kunde den klara hastigheter på 113 km/tim i februari 1944. Vid den sista testflygningen i september 1944 klarade den sig i tio minuter på 122 meters höjd och med en hastighet på 105 km/tim efter att ha släppts från ett Whitleybomblygplan. Under tiden hade dock införandet av fordonsbärande glidflygplan, som  Waco Hadrian och Airspeed Horsa gjort Rotabuggy överflödig, och vidare utveckling avbröts.
Museum of Army Flying i Middle Wallop har en replik av Rotabuggy.